# Santo impostore
Santo impostore è un libro-inchiesta su padre Pio (al secolo Francesco Forgione) scritto dal giornalista Mario Guarino. La prima edizione apparve nel 1999 (lo stesso anno della sua beatificazione) con il titolo Beato impostore. Tre anni più tardi fu modificato in Santo impostore a séguito della canonizzazione intervenuta il 16 giugno 2002.

## Contenuti
Basandosi su fonti in maggioranza cattoliche, l'autore analizza la vita di padre Pio; è dunque una biografia non autorizzata su una delle personalità più controverse della Chiesa cattolica.
Lo scopo dichiarato è quello di portare alla luce vicende inedite o poco conosciute che secondo l'autore farebbero di padre Pio un personaggio molto terreno e poco spirituale, mettendo così in discussione la santità del "frate con le stigmate" a bilanciamento dei resoconti agiografici diffusi da alcune TV e giornali.
(Mario Guarino)

## Analisi dell'età giovanile
(Monsignor Andrea D'Agostino, vescovo di Ariano, pag. 32)
Il libro si apre con la descrizione di Pietrelcina, piccolo paesino della provincia di Benevento (il luogo d'origine di padre Pio), e riporta che la madre Maria Giuseppa - ritenendo fosse posseduto dal demonio - lo portò in visita da uno "stregone interprete delle stelle" e da un paesano capace di "togliere il malocchio".
Guarino scrive inoltre che le tappe che portarono padre Pio prima al noviziato e poi al sacerdozio a soli 23 anni, furono accompagnate da un quadro clinico che ne attestava salute precaria; aggiunge che per questo e per una serie di raccomandazioni altolocate fu esentato dal compiere la prescritta ferma del servizio militare, anche se dichiarato disertore dal distretto militare di Napoli, che ordinò di prelevarlo dal convento ed arruolarlo a forza nella X Compagnia di Sanità, caserma Sales. Ciononostante, non venne mai arrestato né processato.
L'autore riporta che nell'estate del 1916 il frate chiese ed ottenne l'autorizzazione di essere trasferito a San Giovanni Rotondo, nel convento dei Cappuccini di santa Maria delle Grazie, e qui gli comparvero le prime stigmate; Guarino riferisce di dubbi espressi dalla Chiesa, che parlò apertamente di imbroglio, e delle autorità politiche locali, di cui afferma che si insospettirono vedendo in padre Pio un agitatore di folle e il destinatario di immensi flussi di danaro che gli affluivano da ogni dove, merito anche della fattiva collaborazione di politici dichiaratamente fascisti e massoni.
Il libro sostiene che taluni contribuirono ad alimentare la notorietà del frate imbastendo discorsi su guarigioni miracolose da lui operate, ma mai realmente verificatesi.
Guarino si sofferma poi sul rapporto del frate con il cosiddetto "massacro di San Giovanni Rotondo", occorso in occasione delle elezioni amministrative del 1920 in cui si contrapponevano i socialisti e i popolari di don Luigi Sturzo, sospettati di complicità con la formazione clerico-fascista Arditi di Cristo; l'autore sostiene che Padre Pio si prodigò a farsi garante di questi ultimi. La vittoria dei socialisti scatenò tumulti e le forze dell'ordine spararono sulla folla uccidendo 14 persone e ferendone un centinaio; secondo le istituzioni la responsabilità della strage sarebbe stata da addebitare agli Arditi di Cristo, di cui - Guerino evidenzia - padre Pio faceva parte.

## Analisi del fenomeno di devozione
Guarino descrive il crescere della fama di taumaturgo del frate, e pone in evidenza che l'eremo in cui soggiornava era sì meta di malati, ma anche di ingenti somme di danaro.
Inoltre, riporta voci al tempo circolanti su particolari suppostamente imbarazzanti circa la costante presenza al suo interno di molte donne definite "comari di vita", le quali si riunivano a pregare persino durante la notte; si riferisce della presenza di un letto nella foresteria del convento (dove padre Pio riceveva queste donne), delle connesse maldicenze, e del successivo intervento del Sant'Uffizio che, con un decreto del 1923, esortò i fedeli a non frequentare più padre Pio in quanto le sue stigmate "non avevano niente a che vedere con le piaghe di Gesù Cristo, e che quindi il frate era o un povero ammalato o un imbroglione".

## Il messaggio dell'autore
(Mario Guarino, pag.149)

## I capitoli dell'opera
I. L'apprendistato di un santo all'italiana
- Estasi, vessazioni e peperoni
- Divine malattie e umani privilegi
- Stigmate, furbizie e sospetti
- Camerati, massoni e avventurieri

II. Sangue, sesso, soldi e sortilegi
- La strage degli "Arditi di Cristo"
- Figlie spirituali e comari di vita
- Risse e incantesimi

III. Segregazioni, ricatti e scandali
- "L'operazione Candelabri"
- Il fine giustifica i mezzi
- Uno showman iracondo
- Il banchiere di Dio

IV. Indulgenze plenarie e pecuniarie
- "Libertà" a pagamento
- Il supermiracolo finale

V. Il pio business
- Il mercimonio del futuro santo
- Affari con le stigmate
- Il business del santo

## Edizioni
- Mario Guarino, Beato impostore - Kaos Edizioni, Milano, gennaio 1999 (1ª edizione).
- Mario Guarino, Santo impostore - Kaos Edizioni, Milano, ottobre 2003 (2ª edizione aggiornata). ISBN 88-7953-125-5